# 微蜥代龙属
微蜥代龙属（学名：Microvaranops）为蜥代龙科的一个属。

## 下属物种
本属包括以下物种：
- Microvaranops parentis Spindler et al., 2018[2]